# Крепкий орешек: Хороший день, чтобы умереть
«Крепкий орешек: Хороший день, чтобы умереть» (англ. A Good Day to Die Hard) — американский остросюжетный боевик 2013 года, пятый и заключительный во франшизе «Крепкий орешек». Фильм снял режиссёр Джон Мур по сценарию Скипа Вудса, а Брюс Уиллис играет Джона Макклейна в его последнем фильме франшизы из-за того, что Уиллис ушёл из актёрской деятельности в 2022 году. По сюжету Макклейн отправляется в Россию, чтобы вызволить из тюрьмы своего отчуждённого сына Джека, агента ЦРУ под прикрытием. Вскоре он попадает под перекрёстный огонь глобального террористического заговора. Наряду с Уиллисом в фильме также снимаются Джай Кортни, Коул Хаузер, Юлия Снигирь и Себастьян Кох.
Переговоры о пятом фильме «Крепкий орешек» начались перед выходом фильма «Крепкий орешек 4.0». Мур был официально объявлен режиссёром. Съёмки начались в апреле 2012 года, в основном проходили в Будапеште, Венгрия.
Премьера фильма состоялась 31 января 2013 года в Лондоне, что совпало с открытием фрески «Крепкий орешек» на Fox Lot, и в США 13 февраля того же года. Это единственный фильм франшизы, в котором используется Dolby Atmos Surround Mixing, и единственный фильм, выпущенный также в IMAX-кинотеатрах. Фильм имел коммерческий успех, но получил чрезвычайно негативные отзывы за неправдоподобные боевые сцены, съёмку, режиссуру, слабый и шаблонный сценарий, продолжительность и отсутствие характеристик, хотя спецэффекты и игра Уиллиса получили высокую оценку. Это первый фильм, созданный TSG Entertainment после ухода дистрибьютора 20th Century Fox из Dune Entertainment после завершения их дистрибьюторского контракта в конце 2012 года.

## Сюжет
Спустя годы после 4-й части, в новом фильме франшизы Джон Макклейн отправился в Россию, чтобы выручить своего сына Джека, замешанного в заказном убийстве, а затем в тюремном побеге русского олигарха и диссидента Юрия Комарова. Джон помогает сыну с диссидентом сбежать и лишь после этого узнаёт, что Джек работает в ЦРУ и его заданием является вывоз диссидента-олигарха в Штаты. За героями одновременно охотится мощная организованная преступная группировка и вся правоохранительная система России. Над Москвой беспомощно кружит американский беспилотник, не в силах помешать погоне.
Беглецы укрываются на конспиративной квартире американской разведки, но практически сразу же квартиру штурмует российский спецназ. Джон Макклейн расстреливает спецназовцев из ручного пулемёта, и герои бегут в гостиницу «Украина» за спрятанным там ключом от компромата на коррумпированного кандидата в министры обороны России, Виктора Чагарина. В гостинице Макклейнов накрывают бандиты из организованной преступной группы и отбивают диссидента. Перед тем как скрыться, бандиты на боевом вертолёте Ми-24 расстреливают гостиницу и улетают на Чернобыльскую АЭС. Отец и сын Макклейны на коротком семейном совете решают биться до конца и отправляются в погоню за преступниками. У московского ночного клуба они угоняют «Майбах» русских (в оригинале — чеченских) бандитов с багажником, набитым автоматическим оружием и гранатами. Без документов и денег, до зубов вооружённые, Макклейны на угнанной машине пересекают границу России с Украиной и оказываются в брошенном городе Припять. Оказывается, там, ещё с момента аварии 1986 года, в тайной радиоактивной комнате хранятся спрятанные олигархом-диссидентом огромные запасы оружейного урана. И что этот олигарх вовсе не диссидент, а очень опасный для всего свободного мира атомный спекулянт. Макклейны с трудом, но успешно уничтожают всех выявленных врагов и после отбывают домой.

## В ролях
- Брюс Уиллис — Джон Макклейн
- Джай Кортни[8] — Джек Макклейн
- Себастьян Кох[9] — Юрий Комаров, политзаключённый
- Мэри Элизабет Уинстэд[10] — Люси Макклейн
- Сергей Колесников — Виктор Чагарин
- Юлия Снигирь — Ирина
- Коул Хаузер[11] — Коллинс
- Элдис Ходж — Фокси, лейтенант
- Амори Ноласко[12] — Мёрфи
- Скотт Майкл Кэмпбелл[англ.] — Кэмпбелл
- Майк Допуд — Векслер, детектив-сержант (в титрах не указан)
- Роман Лукнар — Антон
- Гангста Золи[англ.] — водитель MRAP
- Петер Такаци[венг.] — прокурор
- Павел Лычников — таксист
- Мегалин Эчиканвоке[12] — репортёр
- Анна Вьялицына[13]
- Иван Камараш — водитель мерседеса

## Съёмочная группа
- Режиссёр — Джон Мур
- Сценарист — Скип Вудс, Родерик Торп (персонажи)
- Продюсер — Майкл Фоттрел, Алекс Янг
- Сопродюсер — Стивен Дж. Идс
- Исполнительные продюсеры — Том Карновски, Ларри Уэбстер, Брюс Уиллис
- Оператор — Джонатан Села
- Композитор — Марко Белтрами
- Монтаж — Дэн Зиммерман
- Художник-постановщик — Дэниэл Т. Доррэнс

## Съёмки
На роль сына Макклейна рассматривались Лиам Хемсворт, Аарон Пол, Джеймс Бэдж Дейл и Ди Джей Котрона.
В съёмках фильма был использован бронированный внедорожник латвийского автопроизводителя Dartz.

## Критика
В отличие от предыдущих частей, фильм получил исключительно негативные отзывы кинокритиков. На сайте Rotten Tomatoes собрано 199 рецензий критиков, 14 % из них — положительные. Средний рейтинг составляет 4 балла из 10. На Metacritic фильму выставлена оценка 28 баллов из 100 на основе 40 обзоров кинокритиков.
В 2020 году журнал Maxim поставил фильм на 7-е место в списке «12 самых бредовых фильмов про Россию», отметив, что «есть ощущение, что боевик задумывался специально в угоду российской публике, которая невероятно лояльно относится к Брюсу Уиллису, особенно когда он носит майку „крепкого орешка“.».

## Будущее

### Отменённое продолжение
Когда было официально объявлено о производстве пятого фильма франшизы, Брюс Уиллис выразил желание отказаться от роли Джона Макклейна в шестом и последнем фильме. К сентябрю 2017 года режиссёр Лен Уайзман публично объявил, что он будет играть молодого Джона Макклейна в фильме «Джон Макклейн», чей сюжет, по слухам, сильно заимствован из комиксов «Крепкий орешек: Год первый». Шесть месяцев спустя студия попросила Чада Хейса и Кэри У. Хейз переписать сценарий после того, как Брюс Уиллис отказался поддержать предыдущее издание и его актёра.
В июле 2018 года продюсер Лоренцо Ди Бонавентура представил обновленную обработку под названием «Макклейн», дополнительно подтвердив, что сюжетная линия включает в себя Макклейна и Холли в 1970-х годах, смешанные с их современным действием. В следующем месяце Уайзман заявил, что предпроизводство нового фильма должно начаться «…довольно скоро, никаких дат» после завершения сценария. Тоби Магуайр присоединился к производственной команде в конце лета 2018 года. К декабрю 2018 года Ди Бонавентура сделал ещё один черновик сценария, на этот раз без участия Уиллиса. Художник-постановщик Кэрол Уранек, которая была нанята в сентябре 2018 года, покинула проект к концу года. В феврале 2019 года производственная команда внесла изменения в сценарий, намекнув, что проект, хотя предположительно и продвигается вперёд, но находится на заднем плане студии, о чём свидетельствуют руководители, ещё даже не прочитавшие сценарий. Актриса Мэри Элизабет Уинстед сказала, что ей было бы интересно вернуться к роли Люси Дженнеро-МакКлейн в будущем фильме, но позже намекнула на сомнения в том, что фильм когда-нибудь будет снят, из-за конфликтов планирования.
«Крепкий орешек» был убран из планов Fox, после приобретения компанией «Disney» и встряски высшего руководства, в результате которой был уволен исполнительный директор по театральной дистрибуции Крис Аронсон.
Позже производство было полностью отменено в августе 2019 года после дальнейшего рассмотрения Disney.
Уиллис повторил роль Макклейна в последний раз в 2020 году для рекламы автомобильных аккумуляторов «Крепкий орешек». Позже Уиллис закончил актёрскую карьеру в 2022 году.

### Возможный телевизионный перезапуск
Вместо реорганизации в масштабах всей компании медиа-гигант может перезагрузить собственность в качестве потокового сериала на Hulu.